# 축구 와일드카드
현재 일부 축구 대회에서는 와일드카드를 실시하고 있다.

## 축구 와일드카드가 실시할 수 있는 조건
축구 대회에서 와일드카드를 진행하려면 전체 참가국을 A개국이라고 하면 A의 소인수는 2가 나오되, 다른 소인수도 나와야 한다. (예: 12팀, 24팀 등)

## 12팀일 경우
- 한 조에 4팀이 들어가서 3개의 조를 편성한 다음, 그 조별 1위와 2위를 차지한 6팀은 바로 8강에 진출한다.
- 나머지 2팀은 조별 3위에서 뽑되, 승자승 원칙 (승점, 골득실차, 득점 등을 보고 선출)에 따라 순위를 매긴 후 상위 2팀이 8강에 진출한다.
- 조가 A, B, C조가 있을 경우 A조 1위와 B조 1위는 조에서 3위를 차지한 두 팀이랑 만나게 된다.
- 현재 코파 아메리카, 하계 올림픽 축구 (여자) 등에서 이 제도를 실시하고 있다.

### 3위 팀이 만나는 상대
- A조 3위가 8강에 진출했을 경우 상대는 B조 1위이다.
- B조 3위가 8강에 진출했을 경우 상대는 A조 1위이다.

| 진출한 2팀 | A조 1위 상대 | B조 1위 상대 |
| ---------- | ------------ | ------------ |
| A B        | B조 3위      | A조 3위      |
| A C        | C조 3위      | A조 3위      |
| B C        | B조 3위      | C조 3위      |

### 8강 경기
| 주어진 팀 | 상대                 |
| --------- | -------------------- |
| A조 1위   | B조 3위 또는 C조 3위 |
| B조 1위   | A조 3위 또는 C조 3위 |
| C조 1위   | B조 2위              |
| A조 2위   | C조 2위              |

## 24팀일 경우
- 한 조에 4팀이 들어가서 6개의 조를 편성한 다음, 그 조별 1위와 2위를 차지한 12팀은 바로 16강에 진출한다.
- 나머지 4팀은 조별 3위에서 뽑되, 승자승 원칙 (승점, 골득실차, 득점 등을 보고 선출)에 따라 순위를 매긴 후 상위 4팀이 16강에 진출한다.
- 조가 A, B, C, D, E, F조가 있을 경우 A, B, C, D조 1위는 조에서 3위를 차지한 네 팀이랑 만나게 된다.
- 현재 UEFA 유로컵, FIFA U-17 월드컵, FIFA U-20 월드컵, AFC 아시안컵, FIFA 여자 월드컵 등에서 이 제도를 실시하고 있으며, 아프리카 네이션스컵 역시 나중에 이 제도를 실시할 예정이다.

### 3위 팀이 만나는 상대
- C조 3위나 D조 3위가 16강에 진출했을 경우 상대는 A조 1위 또는 B조 1위이다.
  - C조 3위와 D조 3위, 두 팀이 같이 16강에 진출했을 경우 C조 3위의 상대는 A조 1위, D조 3위의 상대는 B조 1위이다.
- B조 3위나 F조 3위가 16강에 진출했을 경우 상대는 C조 1위 또는 D조 1위이다.
  - B조 3위와 F조 3위, 두 팀이 같이 16강에 진출했을 경우 B조 3위의 상대는 C조 1위, F조 3위의 상대는 D조 1위이다.
- A조 3위가 16강에 진출했을 경우 A조 3위의 상대는 B조 1위 또는 C조 1위이다.
  - 보통 A조 3위의 상대는 B조 1위이지만, C조 3위와 D조 3위가 같이 16강에 진출했을 때 A조 3위의 상대는 C조 1위이다.
- E조 3위가 16강에 진출했을 경우 E조 3위의 상대는 A조 1위 또는 D조 1위이다.
  - 보통 E조 3위의 상대는 D조 1위이지만, B조 3위와 F조 3위가 같이 16강에 진출했을 때 E조 3위의 상대는 A조 1위이다.

| 진출한 4팀 | A조 1위 상대 | B조 1위 상대 | C조 1위 상대 | D조 1위 상대 |
| ---------- | ------------ | ------------ | ------------ | ------------ |
| A B C D    | C조 3위      | D조 3위      | A조 3위      | B조 3위      |
| A B C E    | C조 3위      | A조 3위      | B조 3위      | E조 3위      |
| A B C F    | C조 3위      | A조 3위      | B조 3위      | F조 3위      |
| A B D E    | D조 3위      | A조 3위      | B조 3위      | E조 3위      |
| A B D F    | D조 3위      | A조 3위      | B조 3위      | F조 3위      |
| A B E F    | E조 3위      | A조 3위      | B조 3위      | F조 3위      |
| A C D E    | C조 3위      | D조 3위      | A조 3위      | E조 3위      |
| A C D F    | C조 3위      | D조 3위      | A조 3위      | F조 3위      |
| A C E F    | C조 3위      | A조 3위      | F조 3위      | E조 3위      |
| A D E F    | D조 3위      | A조 3위      | F조 3위      | E조 3위      |
| B C D E    | C조 3위      | D조 3위      | B조 3위      | E조 3위      |
| B C D F    | C조 3위      | D조 3위      | B조 3위      | F조 3위      |
| B C E F    | E조 3위      | C조 3위      | B조 3위      | F조 3위      |
| B D E F    | E조 3위      | D조 3위      | B조 3위      | F조 3위      |
| C D E F    | C조 3위      | D조 3위      | F조 3위      | E조 3위      |

### 16강 경기
| 주어진 팀 | 상대                                                     |
| --------- | -------------------------------------------------------- |
| A조 1위   | C조 3위나 D조 3위 또는 E조 3위                           |
| B조 1위   | A조 3위나 C조 3위 또는 D조 3위 (A, D조 3위 탈락 C조 3위) |
| C조 1위   | A조 3위나 B조 3위 또는 F조 3위                           |
| D조 1위   | B조 3위나 E조 3위 또는 F조 3위 (E, F조 3위 탈락 B조 3위) |
| E조 1위   | D조 2위                                                  |
| F조 1위   | E조 2위                                                  |
| A조 2위   | C조 2위                                                  |
| B조 2위   | F조 2위                                                  |